# Мемориальный комплекс воинам 28-й армии
Мемориальный комплекс воинам 28-й Армии — памятник, находящийся при дороге А154 примерно в 2 километрах от населённого пункта Хулхута Яшкульского района Республики Калмыкия. Посвящён воинам 28-й Армии, погибшим в сражениях во время Великой Отечественной войне. На территории, где сегодня находится памятник, было остановлено продвижение немецких войск в сторону Астрахани.
Памятник был установлен в 1982 году. Авторы мемориала — архитекторы Н. Х. Бораев, С. Е. Курнеев, В. Б. Гиляндиков, Э. Э. Лиджи-Горяев, М. Б. Пюрвеев.
В 2009 году мемориальный комплекс был внесён в реестр объектов культурного наследия Республики Калмыкия (№ 254).

## Описание
Мемориальный комплекс, состоящий из обелиска и нескольких братских могил, построен на возвышении, которое расположено на левой стороне дороги А154 примерно в 2 километрах от населённого пункта Хулхута.
К обелиску ведёт лестница с несколькими проёмами. В подножии лестницы установлен информационный памятный знак в виде широкого прямоугольника с надписью на красном фоне:

Славным защитникам Родины

От трудящихся Калмыцкой АССР

На обелиске размещена надпись на калмыцком и русском языках:

Асхрсн цуснь заляр мөнкрҗ

Алтн булгар теегтəн падрна

За Отчизну пролитая кровь

Навеки в памяти священна

Внутри обелиска по обе стороны сквозного прохода находятся ниши, в которых размещены информационные таблички с наименованиями воинских формирований, участвовавших в сражении при Хулхуте.
На правой стороне от обелиска находятся несколько братских могил, в которых похоронены павшие воины 28-й армии, останки которых обнаружены в наше время поисковыми отрядами. При могилах установлены таблички с именами погибших.

## Галерея

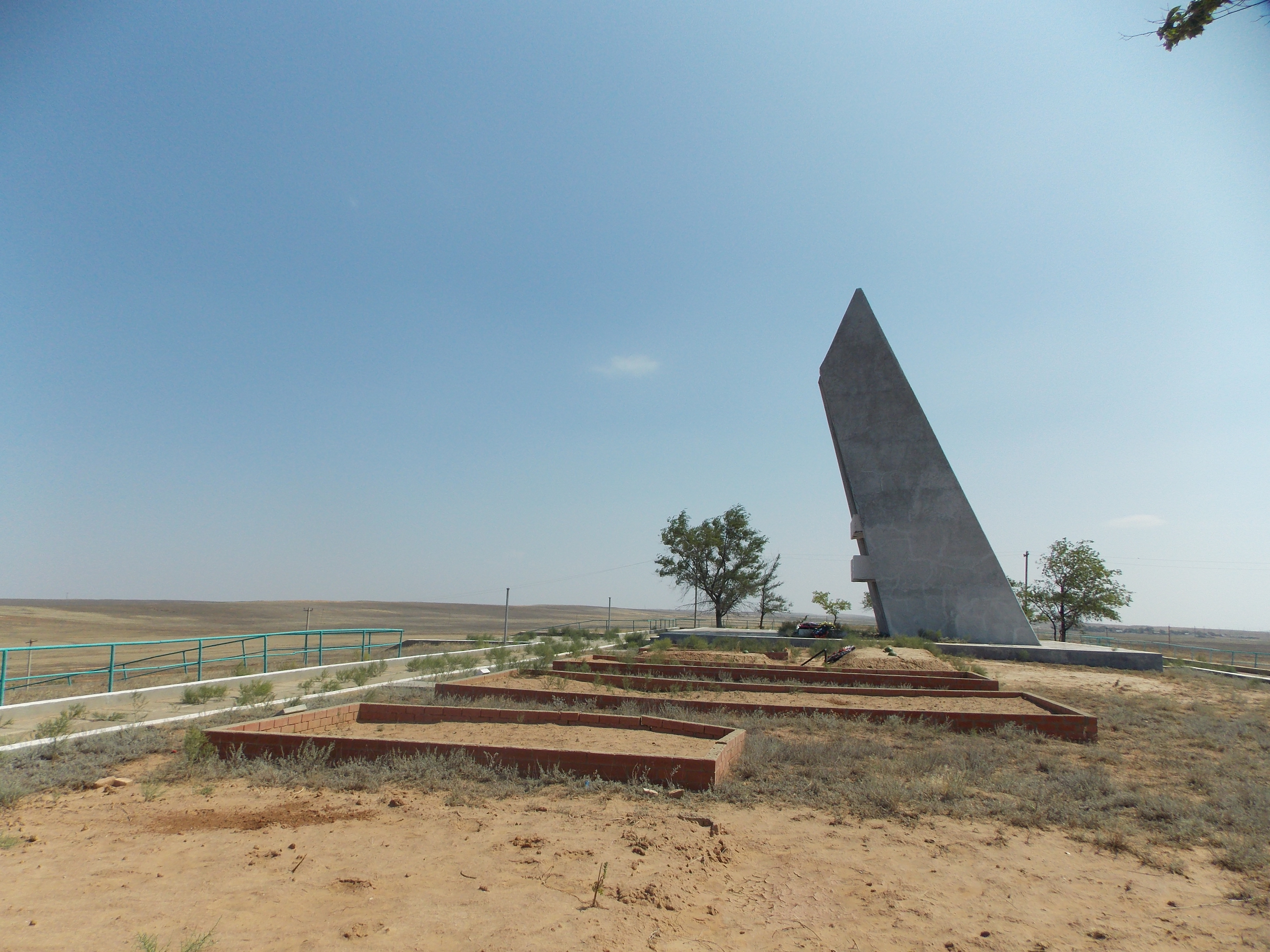
Мемориальный комплекс
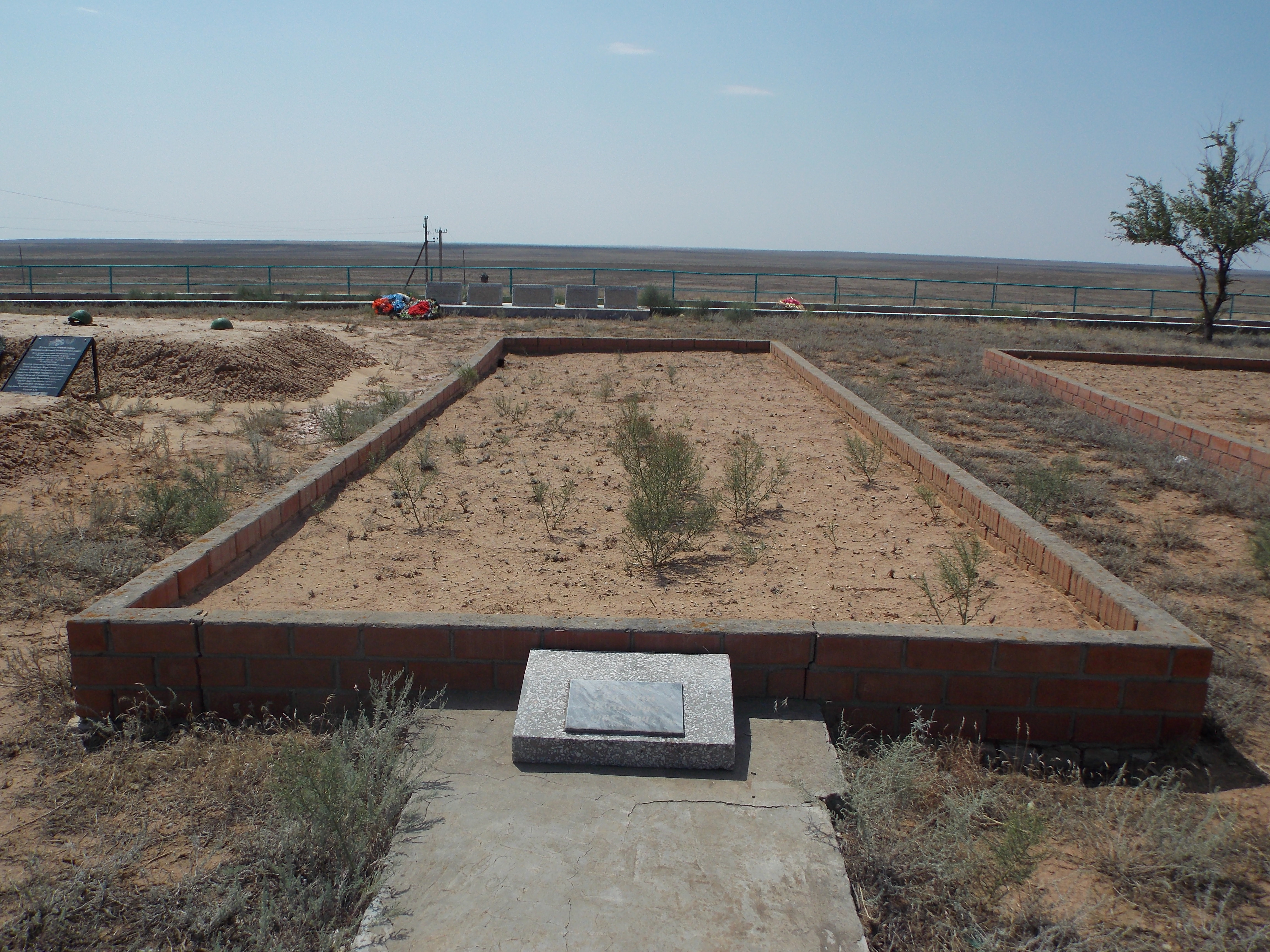
Братская могила
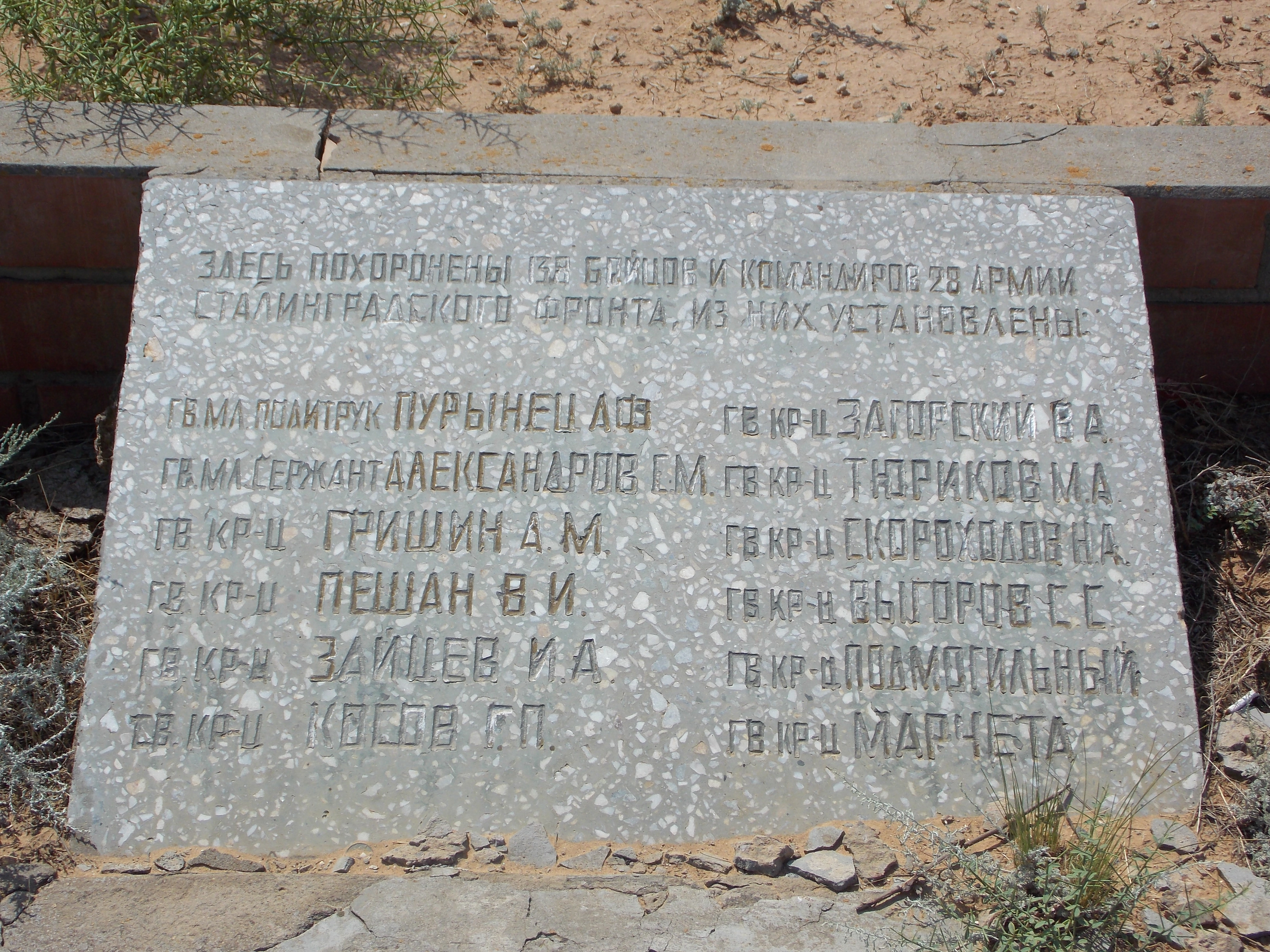
Табличка с именами погибших воинов
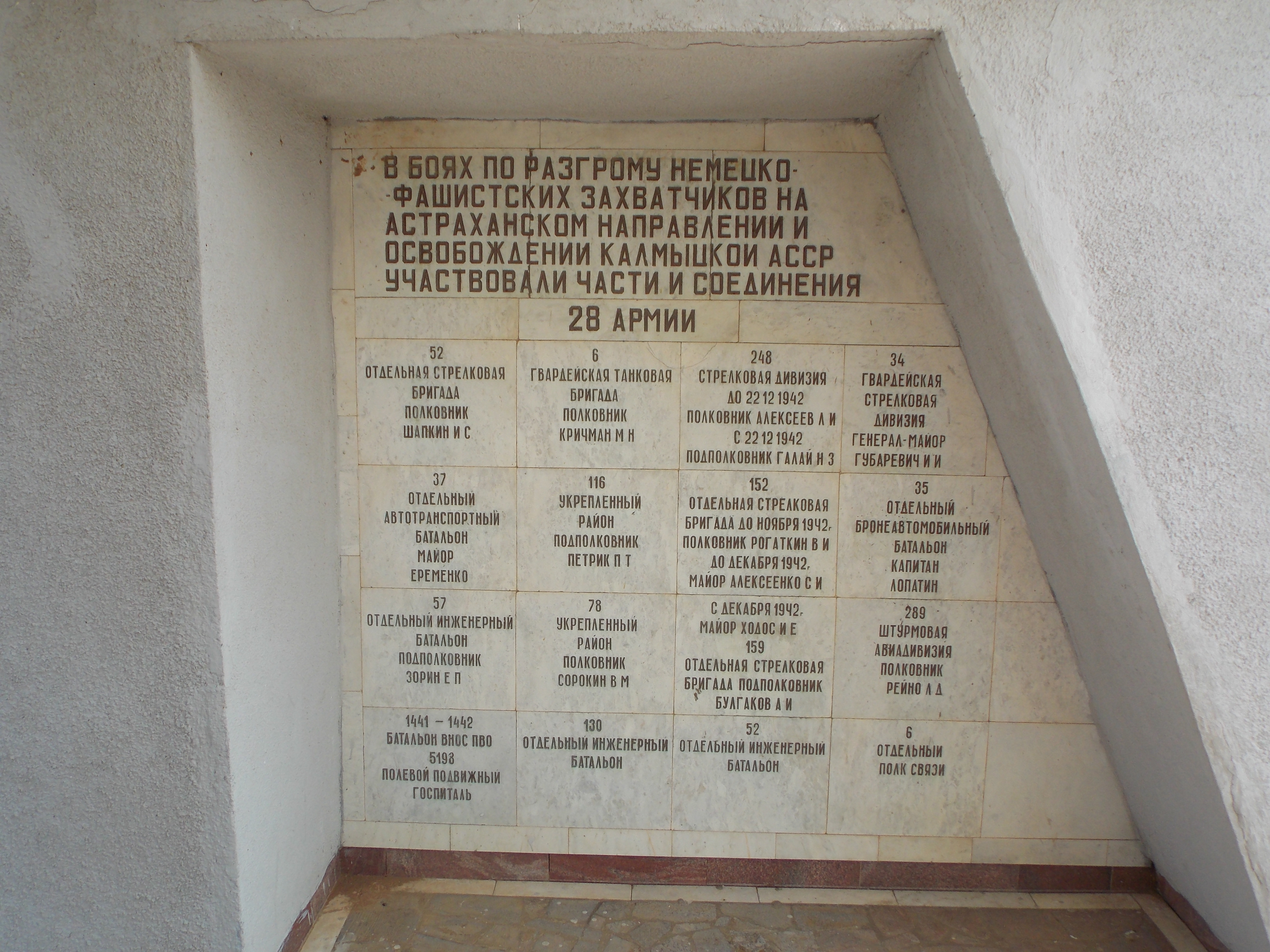
Информационная табличка с указанием воинских подразделений, участвовавших в сражении возле Хулхуты
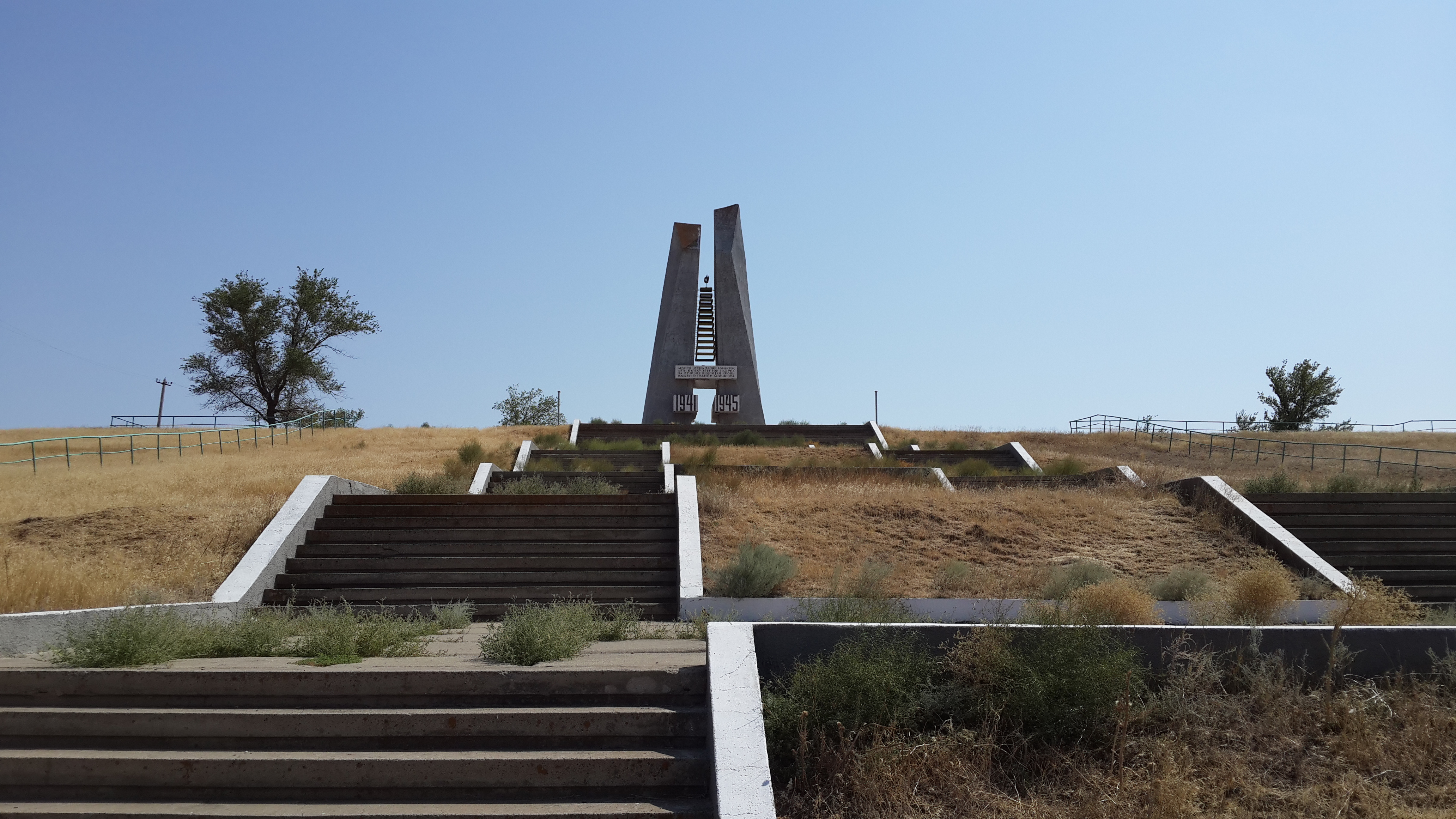
Общий вид

## Источник
- Постановление Народного Хурала (Парламента) Республики Калмыкия от 7 мая 2009 г. № 226-IV «Об утверждении Списка объектов культурного наследия Республики Калмыкия»